# Štíhlenka pavoukomilná
Štíhlenka pavoukomilná (Metacanthus (Cardopostethus) annulosus) je ploštice z čeledi štíhlenkovitých. Ve střední Evropě je vzácná a nepříliš známá – v České republice byla poprvé pozorována v roce 2016 v Brně-Židenicích, přičemž zajímavostí je, že tento druh popsal česko-německý entomolog Franz Xaver Fieber v roce 1859 na základě nálezu z Korsiky.

## Vzhled
Jedná se o okřídlenou ploštici. Délka těla je 4,5–5,5 mm, svým vzhledem štíhlenka připomíná spíše komára či pavouka – tělo je štíhlé, nohy jsou dlouhé a tenké s výraznými černými klouby a tykadla jsou velmi dlouhá s černými skvrnkami v polovině délky a na špičce, takže připomínají čtvrtý pár nohou. Předpokládá se, že k této fyzické formě vedl evoluční tlak a potravní specializace, vyžadující odlehčenou tělesnou stavbu, která v kombinaci se specifickou modifikací chodidel umožňuje štíhlence pohyb po lepkavých rostlinách či vláknech pavoučích sítí.

## Rozšíření
Ve střední Evropě je štíhlenka pozorována velmi vzácně, běžnější je v oblasti Balkánu, Středomoří a Malé Asie, vyskytuje se i v Izraeli a Libanonu. Během celého 20. století nebyl výskyt štíhlenky pavoukomilné ve střední Evropě doložen, známy jsou až nálezy z Vídně z let 2004 a 2009. Český nález z roku 2016 ve spojení s nálezem ze Slovenska z roku 2017 a dalšími navazujícími nálezy naznačují, že se areál výskytu této ploštice v souvislosti s globálním oteplováním ve 21. století posouvá na sever, podobně jako se to děje například u kudlanky nábožné či jiných teplomilných druhů. Funkční křídla garantují štíhlence značný migrační potenciál.

V jižních oblastech areálu výskytu osídluje štíhlenka stinné lokality s vlhkomilným rostlinstvem, podstatnou je pro ni ale především přítomnost sítí pokoutníků rodu Agelena, které vyhledává. Je pravděpodobné, že i v severnějších oblastech výskytu je štíhlenka vázána především na přítomnost sítí vhodného druhu pavouků.

## Bionomie
Životní cyklus této ploštice nebyl dosud uspokojivě prozkoumán, z dosavadních pozorování lze ale soudit, že se u ní v průběhu evoluce vyvinul tzv. arachnofilní kleptoparazitismus, což znamená, že štíhlenka se živí vysáváním hmyzu uvízlého v pavoučích sítích, přičemž kontaktu s pavouky samotnými se vyhýbá. Ve východním Středomoří takto kleptoparazituje na pokoutníku východním, který ve střední Evropě dosud(2018) nežije. Předpokládá se, že ve střední Evropě bude štíhlenka vyhledávat sítě blízce příbuzného pokoutníka nálevkovitého, případně pokoutníka stájového; pozdější pozorování z Brna ale coby hostitelský druh prozatím prokázalo pokoutníka tmavého.